# Sam Wanamaker
Sam Wanamaker, CBE (właśc. Samuel Wattenmacker; ur. 14 czerwca 1919 w Chicago, zm. 18 grudnia 1993 w Londynie) – amerykański aktor filmowy, teatralny i telewizyjny oraz reżyser.

## Życiorys
Samuel Wattenmacker urodził się w Chicago w stanie Illinois w 1919 w rodzinie niezamożnych, żydowskich emigrantów z Ukrainy (Mikołajów) – Maurice i Bobele Wattenmackerów, jako trzecie, najmłodsze dziecko. Miał dwóch starszych braci.
Pierwsze kroki aktorskie stawiał na deskach teatrów letnich pod koniec lat 30. XX wieku. W latach 50. występował już na Brodwayu. W latach 1943–1947 służył w armii.

### Działalność w CPUSA
W 1943 wstąpił do komunistycznej partii Stanów Zjednoczonych CPUSA i był jej aktywnym działaczem. W 1952 roku, przebywając na terytorium Wielkiej Brytanii i biorąc udział w zdjęciach do filmu Mr. Denning Drives North, dowiedział się, że został umieszczony na „Czarnej Liście Hollywood”. Publicznie potępił McCarthy’ego i oświadczył, że pozostaje w Wielkiej Brytanii.
W nowym kraju, przez następne dwie dekady, pracował jako aktor, reżyser i producent. Chociaż później wielokrotnie pracował w Stanach, nigdy nie zdecydował się na powrót do ojczyzny. Zmarł w Londynie, 18 grudnia 1993 roku na raka prostaty.

### Pobyt w Anglii
W okresie swojego pobytu na wyspach dał się poznać jako wielki miłośnik sztuki Shakespeare’a, jakim pozostał do końca życia. Występował m.in. w Shakespeare Memorial Theatre w Stratford i New Shakespeare Theatre w Liverpoolu. W latach 50. – 70. był producentem i reżyserem sztuk teatralnych wystawianych na deskach teatrów londyńskich, łącznie z inscenizacjami w Covent Garden Theatre. Był również jednym z reżyserów obchodów urodzin Szekspira w 1974 roku. Na początku lat 80. dał się również poznać jako reżyser oper, a jego szczytowym osiągnięciem w tej dziedzinie było wystawienie za oceanem Aidy Verdiego z Luciano Pavarottim w San Francisco Opera.
Był założycielem fundacji Shakespeare Globe Trust (1970), której staraniem, doprowadzono do odbudowy Globe Theatre w Londynie. Nie doczekał finalizacji swojego projektu – Globe Theatre został uroczyście otwarty w obecności królowej Elżbiety II w czerwcu 1997, ponad trzy lata po śmierci aktora. Uhonorowaniem jego działalności w dziele odbudowy tego teatru jest „niebieska tablica" umieszczona na jednej ze ścian zrekonstruowanego teatru oraz „Sam Wanamaker Playhouse” – jedna ze scen kompleksu nazwana od jego imienia. Za jego wkład w rekonstrukcję tego teatru w 1993 roku otrzymał Order Imperium Brytyjskiego. Został również uhonorowany Medalem Benjamina Franklina przyznawanym przez Royal Society of Arts.

## Kariera
Jego pierwszy poważny teatralny występ miał miejsce w 1946 roku w sztuce Joan of Lorraine Maxwella Andersona. W filmie debiutował w roku 1948 w obrazie My Girl Tisa Elliotta Nugenta w którym partnerował Lilli Palmer.
Podczas swojej kariery aktorskiej zagrał w ponad 40 filmach i ponad 20 serialach TV, tak znanych reżyserów jak: Edward Dmytryk, John Lee Thompson, Ken Annakin, Michalis Kakojanis, John Guillermin, Charles Shyer, John Irvin, Sidney J. Furie, u boku takich gwiazd światowego kina jak: Lilli Palmer, Ingrid Bergman, Peter Sellers, Tony Curtis, Yul Brynner, Robert Mitchum, Richard Burton, Oliver Reed, Richard Widmark, Faye Dunaway, Max von Sydow, Malcolm McDowell, Orson Welles, James Mason, Lee Grant, James Woods, Peter Ustinov, Meryl Streep, Goldie Hawn, Richard Dreyfuss, Ryan O’Neal, Christopher Reeve, Rosanna Arquette, Arnold Schwarzenegger, Christopher Reeve, Gene Hackman, Robert De Niro, Roy Scheider, Danny Glover.
Efekt jego reżyserskiej działalności to pojedyncze odcinki seriali telewizyjnych z lat 1965–1989, z których najbardziej znanym jest amerykański Columbo (odcinki: The Bye-Bye Sky High IQ Murder Case – 1977, Grand Deceptions – 1989).

## Życie osobiste
W 1940 roku ożenił się z kanadyjską aktorką i spikerką radiową Charlotte Holland, z którą pozostawał w związku małżeńskim aż do śmierci. W 1970 wszedł w bliskie relacje z amerykańską aktorką Jan Sterling. Pozostawił trzy córki: Abby, Jessicę i Zoë (aktorkę).

## Wybrana filmografia
- 1948: My Girl Tisa jako Mark
- 1949: Za cenę życia jako Geremio

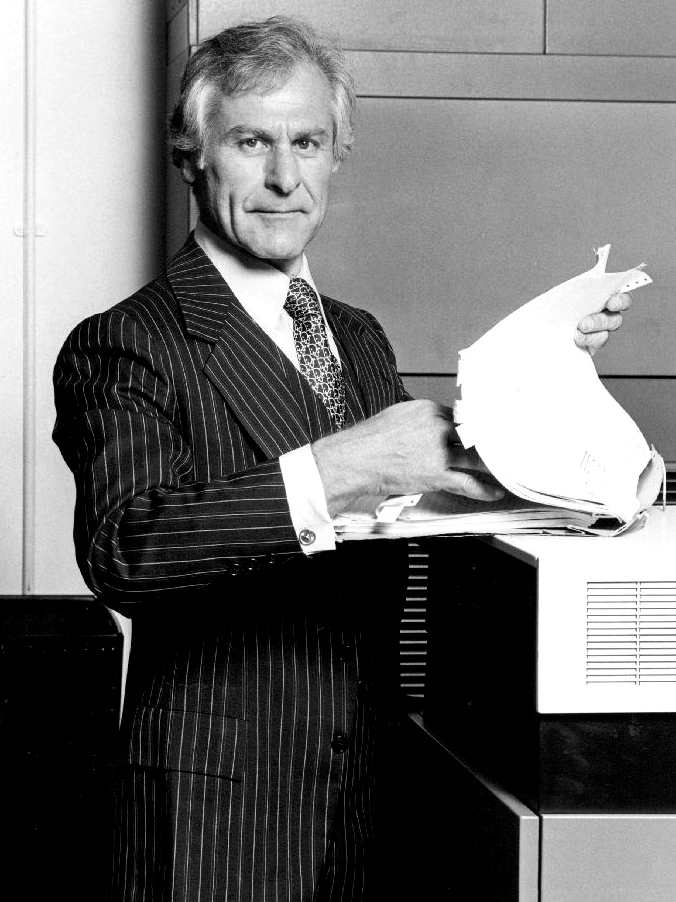
Sam Wanamaker (1977)

- 1952: Mr. Denning Drives North jako Chick Eddowes
- 1960: Przestępca jako Mike Carter
- 1962: Taras Bulba jako Filipienko
- 1964: Man in the Middle jako mjr Kaufman
- 1965: Szpieg, który przyszedł z zimnej strefy jako Peters
- 1965: Ci wspaniali mężczyźni w swych latających maszynach jako George Gruber
- 1967: Strzał ostrzegawczy jako Frank Sanderman
- 1967: Dzień, w którym wypłynęła ryba jako Elias
- 1975: Kręcone schody jako por. Fields
- 1976: Przeklęty rejs jako Carl Rosen
- 1979: Z piekła do zwycięstwa jako Ray MacDonald
- 1980: Szeregowiec Benjamin jako Teddy Benjamin
- 1984: Różnice nie do pogodzenia jako David Kessler
- 1986: Jak to się robi w Chicago jako Luigi Patrovita
- 1987: Baby Boom jako Fritz Curtis
- 1987: Superman IV jako David Warfield
- 1991: Czarna lista Hollywood jako Felix Graff
- 1991: Pechowi szczęściarze jako Highsmith